# El salón Sazai en el templo de los quinientos rakan
El salón Sazai en el templo de los quinientos rakan (五百らかん寺ささゐどう Gohyaku Rakanji Sazaidō?) es una estampa japonesa de estilo ukiyo-e, obra del artista Katsushika Hokusai. Fue producida entre 1830 y 1831 como parte de la célebre serie Treinta y seis vistas del monte Fuji, del final del período Edo. Muestra un balcón desde el templo Rakan-ji en Edo —la actual Tokio—, desde el cual hombres y mujeres observan el monte Fuji.

## Escenario
Los protagonistas se sitúan en el balcón del salón Sazai, construido en el 1751. Forma parte del templo dedicado a los quinientos rakan o arhats, quienes fueron los discípulos legendarios de Buda. El término «Sazaidō» significa «torre concha de caracol» debido a sus escaleras de caracol a lo largo de su estructura de tres pisos. En el horizonte se aprecia el monte Fuji, separado de los espectadores por pantanos. También se puede observar el depósito de madera de Fukagawa, una zona de Edo.

## Descripción
El grabado en madera, del que después se produce la impresión con tinta sobre papel, representa «el acto de mirar en sí mismo». El monte, a modo de punto de fuga, es el foco de las personas tras la barandilla, alineadas en forma de abanico; todas de espaldas, observan el monte —y uno lo señala—. Mientras que algunos observadores portan kimonos elegantes de moda en la época, otros llevan sencillos trajes de peregrinos. De esta manera, Hokusai representa que el templo es un lugar de reunión para todas las clases sociales japonesas. Cada uno tiene carácter propio, desde el que señala efusivamente en la izquierda hasta el hombre que se seca la frente a la derecha.